# Bert och ryska invasionen
Bert och ryska invasionen är en ungdomsroman i dagboksform av de svenska författarna Anders Jacobsson och Sören Olsson, utgiven 14 augusti 2009.
 Boken är den femte delen i den nya serien om Bert Ljung, boken ingår alltså inte i den  traditionella Bert-serien. Det är därför Bert är 13 år igen, men handlingen har flyttats från 1990-talet till 2000-talet, med sms, mms och MSN istället för videobandspelare och 14-tums-TV. Kwok-Hei Mak har illustrerat boken, och illustrationerna är inspirerade av manga.

## Bokomslag
Omslaget visar Bert som står i en James Bond-liknande pose. Dock är pistolen utbytt mot en falukorv. I bakgrunden ses Darja, Åke och Lill-Erik.

## Handling
Boken handlar om Bert Ljung under det kalenderår han fyller 13, och troligtvis har börjat höstterminen i 7:an.
En gymnastiktrupp från Ryssland besöker Öreskoga, och en av tjejerna skall bo i Berts rum och sova i hans säng. Bert blir då tvungen att sova i sin klädkammare.
Bert blir först arg, men en dag ringer en okänd kille (som visar sig heta Hampus) på hos Bert. Han vill träffa Darja, som Bert då börjar inse är en "underbar" tjej.
I ett kapitel då Berts klass har temadag om Ryssland, så hittar Bert ett foto på ett ryskt handbollslag från 1972. Då frågar Bert klassens fröken Sonja Ek om hon känner några av dem på bilden, men då säger hon att hon bara var 2 år då.  
Notera: I den första boken i den nya serien, Bert + Samira = Sant?, som utspelar sig under höstterminen i 6:an hade Klimpen flyttat till Motala.
 Nu under höstterminen i 7:an går Klimpen i Berts klass.

### Fotnoter
1. ↑  ”Bert och ryska invasionen” (på engelska). Worldcat. 11 mars 2009. https://www.worldcat.org/title/bert-och-ryska-invasionen/oclc/462892701&referer=brief_results. Läst 30 mars 2015.